# Big Society
Big Society (en català, gran societat) va ser el reclam del manifest electoral del Partit Conservador (Regne Unit) l'any 2010. Formà part del programa legislatiu acord de coalició Partit Conservador–Liberal Democrat Coalition. El propòsit és "crear un clima que porti al poder població local i comunitats, construint una gran societat que "prendrà el poder arreu des de la política i ho lliurarà al poble". L'opinió està dividida com si es tractés d'una política d'entesa.